# Lipotoxicidad

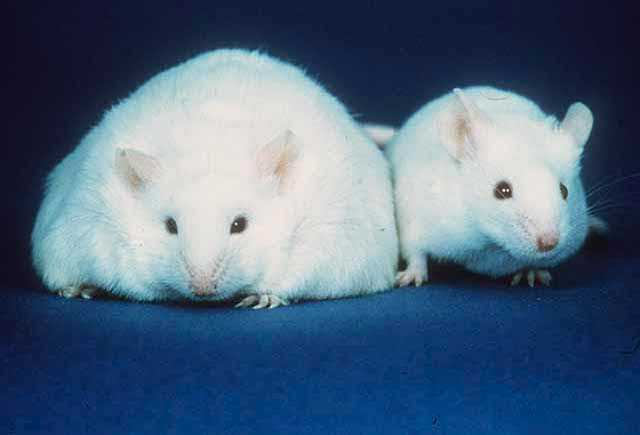
Dos ratones; el de la izquierda tiene más reservas de grasa que el de la derecha.

La lipotoxicidad es un síndrome metabólico que resulta de la acumulación de intermediarios lipídicos en tejidos no adiposos, lo que conduce a la disfunción y muerte celular. Los tejidos normalmente afectados son los riñones, el hígado, el corazón y el músculo esquelético. Se cree que la lipotoxicidad desempeña un papel en la insuficiencia cardiaca, la obesidad y la diabetes, y se estima que afecta aproximadamente al 25 % de la población estadounidense adulta.

## Causas
En el funcionamiento celular normal, existe un equilibrio entre la producción de lípidos y su oxidación o transporte. En las células lipotóxicas existe un desequilibrio entre la cantidad de lípidos producidos y la cantidad utilizada. Una vez dentro de la célula, los ácidos grasos pueden convertirse en diferentes tipos de lípidos para su almacenamiento. El triacilglicerol está formado por tres ácidos grasos unidos a una molécula de glicerol y se considera el tipo de almacenamiento intracelular de lípidos más neutro e inocuo. Alternativamente, los ácidos grasos pueden convertirse en lípidos intermedios como el diacilglicerol, las ceramidas y los acil-CoAs grasos. Estos lípidos intermedios pueden alterar la función celular, lo que se conoce como lipotoxicidad.
Los adipocitos, las células que normalmente funcionan como almacén de lípidos del organismo, están bien equipadas para gestionar el exceso de lípidos. Sin embargo, un exceso demasiado grande sobrecargará estas células y provocará una fuga hacia las células no adiposas, que no disponen del espacio de almacenamiento necesario. Cuando se supera la capacidad de almacenamiento de las células no adiposas, se produce una disfunción y/o la muerte celular. El mecanismo por el que la lipotoxicidad causa la muerte y la disfunción no se conoce bien. La causa de la apoptosis y el alcance de la disfunción celular están relacionados con el tipo de célula afectada, así como con el tipo y la cantidad de lípidos en exceso. Los investigadores de Cambridge han propuesto una teoría que relaciona el desarrollo de la lipotoxicidad con la perturbación de la homeostasis de los glicerofosfolípidos/esfingolípidos de membrana y sus eventos de señalización asociados.
En la actualidad, no existe una teoría universalmente aceptada que explique por qué algunos individuos sufren lipotoxicidad. Se está investigando una causa genética, pero no se ha identificado ningún gen como agente causal. El papel causal de la obesidad en la lipotoxicidad es controvertido. Algunos investigadores afirman que la obesidad tiene efectos protectores contra la lipotoxicidad, ya que genera tejido adiposo adicional en el que se puede almacenar el exceso de lípidos. Otros afirman que la obesidad es un factor de riesgo de lipotoxicidad. Ambas partes aceptan que las dietas ricas en grasas aumentan el riesgo de lipotoxicidad en los pacientes. Los individuos con un número elevado de células lipotóxicas suelen presentar resistencia tanto a la leptina como a la insulina. Sin embargo, no se ha encontrado ningún mecanismo causal para esta correlación.

## Efectos en diferentes órganos

### Riñones
La lipotoxicidad renal se produce cuando el exceso de ácidos grasos no esterificados de cadena larga se almacena en el riñón y en las células del túbulo proximal. Se cree que estos ácidos grasos llegan a los riñones a través de la albúmina sérica. Esta afección provoca inflamación tubulointersticial y fibrosis en los casos leves e insuficiencia renal y muerte en los casos graves. Los tratamientos aceptados actualmente para la lipotoxicidad en las células renales son la terapia con fibratos y la terapia intensiva con insulina.

### Hígado
Un exceso de ácidos grasos libres en las células hepáticas interviene en la enfermedad del hígado graso no alcohólico (EHGNA). En el hígado, es el tipo de ácido graso, y no la cantidad, lo que determina el alcance de los efectos lipotóxicos. En los hepatocitos, la proporción de ácidos grasos monoinsaturados y ácidos grasos saturados conduce a la apoptosis y al daño hepático. Existen varios mecanismos potenciales mediante los cuales el exceso de ácidos grasos puede causar la muerte y el daño celular. Pueden activar receptores de muerte, estimular vías apoptóticas o iniciar una respuesta de estrés celular en el retículo endoplásmico. Se ha demostrado que estos efectos lipotóxicos se previenen con la presencia de un exceso de triglicéridos en los hepatocitos.

### Corazón
La lipotoxicidad en el tejido cardiaco se atribuye al exceso de ácidos grasos saturados. Se cree que la apoptosis posterior está causada por la respuesta a proteínas desplegadas en el retículo endoplásmico. Los investigadores están trabajando en tratamientos que aumenten la oxidación de estos ácidos grasos dentro del corazón para prevenir los efectos lipotóxicos.

### Páncreas
La lipotoxicidad afecta al páncreas cuando se encuentra un exceso de ácidos grasos libres en las células beta, lo que provoca su disfunción y muerte. Los efectos de la lipotoxicidad se tratan con terapia de leptina y sensibilizadores a la insulina.

### Músculo esquelético
El músculo esquelético es responsable de más del 80% de la captación de glucosa postprandial de todo el cuerpo y, por tanto, desempeña un papel importante en la homeostasis de la glucosa. Los niveles de lípidos del músculo esquelético -lípidos intramiocelulares (IMCL)- se correlacionan negativamente con la sensibilidad a la insulina en una población sedentaria y, por tanto, se consideraron predictivos de la resistencia a la insulina y causantes de la resistencia a la insulina asociada a la obesidad. Sin embargo, los deportistas de resistencia también presentan niveles elevados de IMCL a pesar de ser muy sensibles a la insulina, lo que indica que no es el nivel de acumulación de IMCL per se, sino las características de esta grasa intramiocelular lo que determina si afecta negativamente a la señalización de la insulina. Los lípidos intramiocelulares se almacenan principalmente en las gotas lipídicas, los orgánulos de almacenamiento de la grasa. Investigaciones recientes indican que crear capacidad de almacenamiento intramiocelular de lípidos neutros, por ejemplo aumentando la abundancia de proteínas de la cubierta de las gotas lipídicas, protege contra la resistencia a la insulina asociada a la obesidad en el músculo esquelético.

## Prevención y tratamiento
Los métodos para prevenir y tratar la lipotoxicidad se dividen en tres grupos principales.
La primera estrategia se centra en disminuir el contenido lipídico de los tejidos no adiposos. Esto puede conseguirse aumentando la oxidación de los lípidos o aumentando su secreción y transporte. Los tratamientos actuales incluyen la pérdida extrema de peso y el tratamiento con leptina.
Otra estrategia consiste en desviar el exceso de lípidos de los tejidos no adiposos hacia los tejidos adiposos. Esto se consigue con las tiazolidinedionas, un grupo de medicamentos que activan las proteínas receptoras nucleares responsables del metabolismo lipídico.
La última estrategia se centra en inhibir las vías apoptóticas y las cascadas de señalización. Para ello se utilizan fármacos que inhiben la producción de sustancias químicas específicas necesarias para que las vías sean funcionales. Aunque puede resultar la protección más eficaz contra la muerte celular, también requerirá más investigación y desarrollo debido a la especificidad que requieren los medicamentos.

## Lipoexpediencia
La lipoexpediencia se refiere a los efectos beneficiosos de los lípidos en una célula o un tejido, principalmente los eventos de transmisión de señalización mediados por lípidos, que pueden ocurrir incluso en el entorno de un exceso de ácidos grasos. El término se acuñó como antónimo de lipotoxicidad.